# Mike Solomon
 (août 2014).
Si vous disposez d'ouvrages ou d'articles de référence ou si vous connaissez des sites web de qualité traitant du thème abordé ici, merci de compléter l'article en donnant les références utiles à sa vérifiabilité et en les liant à la section « Notes et références ».
Œuvres principales
So Pretty, Overtime
Mike Solomon est un compositeur et percussionniste américain né le 12 avril 1980, vivant à Espoo, en Finlande et à Paris.

## Biographie
Mike Solomon a étudié la composition musicale à l'université de Floride, à l'université Queen's de Belfast et à l'université Stanford.
Il est le fondateur et le directeur artistique de l'Ensemble 101. L'Ensemble 101 (101 est l'écriture de 5 en mode binaire) est composé de Marie Perbost (soprano), Elsa Dreisig (mezzo), Mike Solomon (contralto), Ryan Veillet (ténor), Eudes Peyre (basse).
Mike Solomon a reçu le prix Éric-Stokes, le prix Opera Twelve du Iris Theatre de Covent Garden et le prix Left Coast Chamber Ensemble, il a été compositeur en résidence à Hazebrouck jusqu’en février 2013. Deux concerts-portraits lui ont été consacrés à Saint-Chamond. Le LAAC de Dunkerque créera son morceau 88 – Ho High the Moon pour piano 88 mains.
Sa musique a été jouée au Festival For New American Music, à la Bibliothèque nationale de France, au Sounds New, au Twelve Nights Miami et à l’International Computer Music Conference.
Il est enfin l'un des quatre membres de l'Oumupo, un groupe de travail musical proche de l'Oulipo, avec Martin Granger, Valentin Villenave et Jean-François Piette.

## Œuvres
- So Pretty, opéra, interprété par l'Ensemble 101.
- Overtime, spectacle musical,  interprété par l'Ensemble 101, mise en scène de Jeanne Béziers, joué au théâtre des Déchargeurs, 2014.